# Milenijne Cele Rozwoju
Milenijne Cele Rozwoju (ang. Millennium Development Goals, skrót MDG), to osiem celów, które 189 członków ONZ zobowiązało się osiągnąć w ramach Projektu Milenijnego ONZ.

## Cele
- 1. Zlikwidowanie skrajnego ubóstwa i głodu,
  - a) Zmniejszenie do 2015 roku o połowę, w porównaniu z 1990 rokiem, liczby ludzi, których dochód wynosi mniej niż 1 dolar dziennie.
  - b) Zmniejszenie do 2015 roku o połowę, w porównaniu z 1990 rokiem, liczby ludzi cierpiących głód.
- 2. Zapewnienie powszechnego nauczania na poziomie podstawowym,
  - Zapewnienie, że do 2015 roku dzieci na całym świecie – zarówno chłopcy, jak i dziewczęta – będą mogły ukończyć szkołę podstawową.
- 3. Wspieranie zrównoważenia w prawach mężczyzn i kobiet oraz wzmocnienie pozycji kobiet,
  - Wyeliminowanie nierówności między obu płciami w dostępie do szkół na poziomie podstawowym i średnim, najlepiej do 2005 roku, oraz edukacji na poziomie wyższym najpóźniej do 2015 roku.
- 4. Zmniejszenie wskaźnika umieralności dzieci,
  - Zmniejszenie do 2015 roku o dwie trzecie, w porównaniu z 1990 rokiem, stopy umieralności dzieci poniżej piątego roku życia.
- 5. Poprawa stanu zdrowia kobiet ciężarnych i położnic,
  - Zmniejszenie do 2015 roku o trzy czwarte, w porównaniu z 1990 rokiem, wskaźnika umieralności okołoporodowej.
- 6. Zwalczanie AIDS, malarii i innych chorób,
  - a) Zahamowanie do 2015 roku, a następnie zmniejszenie, liczby zachorowań na AIDS,
  - b) Zahamowanie do 2015 roku, a następnie zmniejszenie, liczby zachorowań na malarię i inne groźne choroby.
- 7. Zapewnienie stanu równowagi ekologicznej środowiska,
  - a) Włączenie do polityki i programów działania każdego kraju zasad zrównoważonego rozwoju oraz zahamowanie utraty zasobów środowiska naturalnego,
  - b) Zmniejszenie o połowę do 2015 roku liczby ludzi niemających dostępu do wody zdatnej do picia i do urządzeń sanitarnych,
  - c) Doprowadzenie, do 2020 roku, do znacznej poprawy warunków życia co najmniej 100 milionów ludzi mieszkających w slumsach.
- 8. Rozwijanie i wzmacnianie światowego partnerstwa w sprawach rozwoju.
  - a) Dalsze rozwijanie otwartego, opartego na ustalonych regułach, przewidywalnego, niedyskryminacyjnego systemu handlu i finansów, łącznie ze zobowiązaniem do prawidłowego sposobu rządzenia, rozwoju i zmniejszania ubóstwa – zarówno w skali krajów, jak i skali międzynarodowej,
  - b) Uwzględnienie szczególnych potrzeb krajów najmniej rozwiniętych, a zwłaszcza: umożliwienie tym krajom dokonywania eksportu bez ceł i kontyngentów; rozszerzenie programu redukcji zadłużenia najbardziej zadłużonych biednych krajów oraz umorzenie długów zaciągniętych w ramach pomocy bilateralnej; hojniejsza rządowa pomoc rozwojowa dla krajów zaangażowanych ograniczanie ubóstwa,
  - c) Uwzględnienie szczególnych potrzeb krajów śródlądowych i małych rozwijających się państw wyspiarskich (w ramach Programu Działania na rzecz Zrównoważonego Rozwoju Małych Wyspiarskich Krajów Rozwijających się oraz zaleceń XXII Sesji Nadzwyczajnej Zgromadzenia Ogólnego ONZ,
  - d) Wszechstronne zajmowanie się problemami zadłużenia krajów rozwijających się przez przedsięwzięcie w skali krajowej i międzynarodowej niezbędnych środków w celu utrzymania długookresowej zdolności do spłaty zadłużenia,
  - e) Stworzenie i wprowadzenie w życie, we współpracy z krajami rozwijającymi się, strategii zapewniających młodzieży możliwość uczciwej i wydajnej pracy,
  - f) Zapewnienie, we współpracy z firmami farmaceutycznymi, dostępu krajów rozwijających się do w miarę tanich, podstawowych leków,
  - g) Udostępnienie, we współpracy z sektorem prywatnym, korzyści z nowych technologii, zwłaszcza w dziedzinie informacji i łączności.

## Realizacja i finansowanie
Aby wprowadzić w życie wymienione cele, ONZ opracowała szereg planów i projektów finansowo – inwestycyjnych. Główną drogą do ich realizacji mają być inwestycje ekonomiczne w biednych krajach w:
- Kapitał rzeczowy (bezpieczeństwo, wodociągi, leki, żywność),
- Kapitał ludzki (prawidłowe odżywianie, opieka zdrowotna, pomoc w nagłych wypadkach, działania prewencyjne, planowanie rodziny, likwidacja analfabetyzmu),
- Infrastrukturę (system informacji, właściwy transport, dostęp do wody i paliwa),
- Kapitał naturalny (ochrona przed klęskami żywiołowymi, zwalczanie nosicieli chorób oraz szkodników, ochrona ekosystemów, zapobieganie zanieczyszczaniu środowiska),
- Kapitał w postaci wiedzy (udoskonalenie procedur organizacyjnych, opracowywanie i rozpowszechnianie nowych leków i odmian roślin),
- Kapitał w postaci instytucji służących społeczeństwu (przede wszystkim opieka zdrowotna).

A ponadto:
- Ulepszenia w rolnictwie,
- Inwestycję w podstawową opiekę zdrowotną,
- Inwestycję w oświatę,
- Zapewnienie dostępu do zdrowej wody pitnej i urządzeń sanitarnych.

Jednak istnieją także wątpliwości co do tego, czy MDG zostaną zrealizowane. Już poprzednie wielkie projekty ONZ nie kończyły się sukcesem. Np. w 1978 roku podjęto postanowienie, że do 2000 roku każdy mieszkaniec Ziemi będzie miał dostęp do podstawowych usług zdrowotnych, a epidemia AIDS i wzrost zachorowań na malarię, a także bieda pokrzyżowały te plany.
Powodzenie realizacji MCR zależy przede wszystkim od właściwego (zgodnego z planami) finansowania. Projekt ten ma większe szanse na powodzenie niż poprzednie projekty, gdyż obecny dochód najbogatszych krajów jest znacznie większy niż trzydzieści lat temu. Łączny dochód najbogatszych gospodarek szacuje się obecnie na 20,2 biliona dolarów (2001), w 1981 roku było to 13,2 biliona.
Podstawą finansowania Milenijnych Celów Rozwoju jest oficjalna rządowa pomoc rozwojowa, udzielana przez 22 najbogatsze kraje należące do Komitetu Pomocy Rozwojowej (Europa Zachodnio-Północna, Nowa Zelandia, Australia, Kanada, USA, Japonia). Wiąże się ona ściśle z przyjętymi przez te kraje zobowiązaniami (m.in. na Szczycie Ziemi w Rio de Janeiro i Johannesburgu) do przeznaczania 0,7% swojego PNB na pomoc rozwojową. Większość tych krajów już to uczyniła, jednak dwie największe gospodarki globu – USA i Japonia – nadal przeznaczają kwoty, które nawet w połowie nie zbliżają się do złożonych obietnic. Bez wypełnienia tych zobowiązań osiągnięcie Milenijnych Celów Rozwoju będzie trudne.

## Koszty
| | 2002 | 2006  | 2010  | 2015  |
| --- | ---- | ----- | ----- | ----- |
| 1. Potrzeby inwestycyjne Milenijnych Celów Rozwoju w krajach o niskich dochodach - luka finansowa Milenijnych Celów Rozwoju, - budowanie zasobów do osiągnięcia Milenijnych Celów Rozwoju, - granty na zmniejszanie największego obciążenia długami, - częściowe zwolnienie krajów biednych ze spłaty długów. - Minus spłaty pożyczek na warunkach preferencyjnych. |      |       |       |       |
| Koszt | 15   | 94    | 108   | 149   |
| 2. Potrzeby inwestycyjne Milenijnych Celów Rozwoju w krajach o średnich dochodach - rządowa pomoc rozwojowa dostarczana bezpośrednio rządom, - tworzenie potencjału dla osiągania Milenijnych Celów Rozwoju. - Minus spłaty pożyczek na warunkach preferencyjnych.                                                                                                  |      |       |       |       |
| Koszt | 3    | 12    | 11    | 9     |
| 3. Potrzeby inwestycyjne Milenijnych Celów Rozwoju (w skali międzynarodowej) - współpraca regionalna i infrastruktura, - finansowanie badań naukowych w skali światowej, - wypełnianie postanowień Konwencji z Rio, - współpraca techniczna ze strony organizacji międzynarodowych.                                                                                 |      |       |       |       |
| Koszt | 10   | 15    | 23    | 31    |
| Łączny koszt osiągnięcia Milenijnych Celów Rozwoju we wszystkich krajach. | 28   | 121   | 143   | 189   |
| Prawdopodobne zapotrzebowanie na rządową pomoc rozwojową dla osiągnięcia Milenijnych Celów Rozwoju. |      |       |       |       |
| Wyjściowa rządowa pomoc rozwojowa na Milenijne Cele Rozwoju w 2002 roku | 27   | 27    | 27    | 27    |
| Przyrost potrzeb inwestycyjnych |      | 94    | 115   | 161   |
| Korekta dotycząca źle zarządzanych krajów nie kwalifikujących się do otrzymania pomocy |      | (-21) | (-23) | (-25) |
| Przeprogramowanie istniejącej rządowej pomocy rozwojowej |      | (-6)  | (-7)  | (-9)  |
| Pomoc doraźna | 4    | 4     | 4     | 4     |
| Inna rządowa pomoc rozwojowa | 34   | 36    | 34    | 35    |
| Łączne zapotrzebowanie na rządową pomoc rozwojową netto dla Milenijnych Celów Rozwoju | 65   | 135   | 152   | 195   |
| Udział w łącznym PNB krajów OECD-DAC (w %) | 0,23 | 0,44  | 0,46  | 0,54  |
| Udział rządowej pomocy rozwojowej dla krajów najmniej rozwiniętych w łącznym PNB krajów OECD-DAC (w %) | 0,06 | 0,12  | 0,15  | 0,22  |
| Bezwzględny wzrost wymaganej rządowej pomocy rozwojowej w porównaniu do 2002 roku |      | 70    | 87    | 130   |
| Różnica między łącznym zapotrzebowaniem na rządową pomoc rozwojową netto a istniejącymi zobowiązaniami. |      | 48    | 50    | 74    |